# Scorpaenodes evides
Scorpaenodes evides là một loài cá biển thuộc chi Scorpaenodes trong họ Cá mù làn. Loài này được mô tả lần đầu tiên vào năm 1914.

## Từ nguyên
Tính từ định danh evides có nghĩa là “xinh đẹp”, nhưng không rõ hàm ý đề cập đến điều gì ở loài cá này.

## Phân bố và môi trường sống
S. evides hợp lệ dường như chỉ giới hạn ở vùng biển Nam Nhật Bản đến đảo Đài Loan. Những ghi nhận của loài này ở vị trí khác cần được kiểm chứng bằng phương pháp phân tích di truyền phân tử.

## Mô tả
Chiều dài cơ thể lớn nhất được ghi nhận ở S. evides là 10,5 cm. Loài này có màu đen phớt đỏ trên đầu (đỉnh và hai bên), đỏ nhạt bên dưới, với đốm đen rõ rệt ở phần dưới nắp mang. Thân đỏ hồng, lốm đốm các vệt nâu, đỏ thẫm và/hoặc cam. Phần gai vây lưng có màu đen ở vùng gốc phía trước, còn lại có màu đỏ/cam với các đốm trắng rải rác trên màng, phần tia mềm trong mờ với các vệt đỏ. Vây ngực, vây bụng và vây hậu môn có các đốm đỏ, vây hậu môn đôi khi có thêm dải đỏ ở gốc. Vây đuôi trong mờ với dải cận rìa màu đỏ, nhiều đốm đỏ trên tia vây đuôi.
Số gai vây lưng: 13–14; Số tia vây lưng: 9; Số gai vây hậu môn: 3; Số tia vây hậu môn: 5; Số gai vây bụng: 1; Số tia vây bụng: 5; Số tia vây ngực: 17–19.